# Стома, Игорь Олегович
Стома Игорь Олегович (бел. Ігар Алегавіч Стома; род. 14 сентября 1988 года, Минск, Белорусская ССР, СССР) — белорусский инфекционист, микробиолог. Ректор Гомельского государственного медицинского университета (с 2020). Доктор медицинских наук, профессор, врач-инфекционист высшей квалификационной категории, врач-организатор здравоохранения высшей категории.

## Биография
Родился в 1988 году в Минске.
В 2012 году с отличием окончил Белорусский государственный медицинский университет по специальности «Лечебное дело». Окончил аспирантуру (2016), докторантуру (2020) при Белорусском государственном медицинском университете.
В 2013 году участвовал в 3-м Европейском клиническом исследовательском курсе ECReCo (Франция).
В 2014 проходил подготовку по клинической эпидемиологии на базе Erasmus University Rotterdam (Нидерланды). Курсы повышения квалификации по специальности «Бактериология» на базе НИИ Антимикробной терапии в 2013 году (Российская Федерация). Проходил подготовку по инфекционным болезням (2014), систематическому обзору и мета-анализу (2019), экономике в здравоохранении (2020) и COVID-19 на базе Open Medical Institute (Австрия).
В 2021 году, при поддержке гранта от Университета Женевы и Фонда Мерьё, успешно завершил международную экспертную подготовку в области вакцинологии (ADVAC 2021).

## Научная и научно-педагогическая деятельность
- 2013—2017 — врач-инфекционист приёмного отделения, общебольничного персонала УЗ «Городская клиническая инфекционная больница» г. Минска
- 2016 — присуждена учёная степень кандидата медицинских наук, лауреат конкурса ВАК Беларуси на лучшую диссертацию года
- 2014—2020 — ассистент, доцент кафедры инфекционных болезней УО «Белорусский государственный медицинский университет», консультант по вопросам инфекционной патологии в ГУ «Минский научно-практический центр хирургии, трансплантологии и гематологии»
- 2017—2018 — исследователь группы изучения микробиома Центра изучения микробов, воспаления и рака, Мемориальный онкологический центр им. Слоуна-Кеттеринга, г. Нью-Йорк, США (под руководством Dr. E.G. Pamer)
- 2019 — аккредитованный врач II Европейских игр 2019 (Минск, РБ)
- 2020 — главный научный сотрудник ГНУ «Институт физиологии НАН Беларуси»
- 2020 — присуждена учёная степень доктора медицинских наук, тема диссертации «Этиотропная терапия и медицинская профилактика инфекций у пациентов с опухолевыми заболеваниями кроветворной ткани» (научный консультант Член-корреспондент НАНБ,  доктор медицинских наук, профессор Карпов И. А.)
- сентябрь 2020 — н. в. — ректор учреждения образования «Гомельский государственный медицинский университет», профессор кафедры инфекционных болезней.

Главный редактор журнала «Проблемы здоровья и экологии». Входит в состав редакционных коллегий журналов: «Инфекционные болезни», «Эпидемиология и инфекционные болезни. Актуальные вопросы», «Инфекционные болезни. Новости. Мнения. Обучение», редакционного совета журнала «Эпидемиология и Вакцинопрофилактика». Один из авторов международного обучающего портала по вакцинологии VACCITUTOR.COM.
Гранты Европейского общества трансплантации клеток крови и костного мозга (2017), Европейской гематологической ассоциации (2015), Общества трансплантации (2016). Стипендиат программы Фулбрайта (2018).
Является автором первой русскоязычной монографии на тему микробиома «Микробиом человека» (2018, Минск), а также первого руководства для врачей на русском языке «Микробиом в медицине» (2020, Москва). Один из основателей русскоязычной научной школы о микробиоме в медицине.
Патенты на изобретения: «Способ эмпирической антибактериальной терапии при трансплантации гемопоэтических стволовых клеток / Пат. BY № 21834»; «Способ диагностики инвазивных грибковых инфекций у пациента с опухолевым заболеванием кроветворной ткани» / Евразийский патент № 201900217/28.
Клинические исследования, зарегистрированные в международном реестре ClinicalTrials.gov: NCT04281797, NCT02966457, NCT03619252.
Представил более 50 докладов на международных научных конференциях на тему инфекционных болезней, вакцинации, микробиома. В 2018 году выступал с лекциями на тему «MDR/XDR bacterial infections in transplant patients» в University of California, Los Angeles (UCLA) и University of Southern California (USC), США. В 2020—2021 дважды участвовал в Международном круглом столе «Общественное здоровье и COVID-19», организованном с участием представителей Гарвардского университета, Кембриджского университета, Корнелльского университета, под эгидой Института Международного Образования.

### Научные работы
Автор более 200 научных публикаций. Из них 2 монографии, ряд учебных и учебно-методических пособий, главы и разделы в книгах, инструкции на новые методы лечения. Более 40 публикаций на английском языке.
1. Инфекции, изменившие мир: холера : учеб.-метод. пособие / И. О. Стома, А. А. Сироткин ; Гомел. гос. мед. ун-т. – Гомель : ГомГМУ, 2024. – 220 с. ISBN 978-985-588-356-3.
2. Инфекции, изменившие мир: оспа : учеб.-метод. пособие / И. О. Стома, А. А. Сироткин. – Гомель : ГомГМУ, 2023.  – 144 с. ISBN 978-985-588-301-3
3. Инфекции, изменившие мир: чума : учеб.-метод. пособие / И. О. Стома, А. А. Сироткин ; УО "ГомГМУ". – Гомель : ГомГМУ, 2023. – 132 с. ISBN 978-985-588-301-3.
4. Comparative immunogenicity and safety of Gam-COVID-Vac and Sinopharm BBIBP-CorV vaccines: results of a pilot clinical study / Igor Stoma, Katsiaryna Korsak, Evgenii Voropaev, Olga Osipkina, Aleksey Kovalev. - Heliyon. - Volume 9. - Issue 11. -  2023. - e21877. ISSN 2405-8440. https://doi.org/10.1016/j.heliyon.2023.e21877.
5. Микробиом дыхательных путей : учебно-методическое пособие / И. О. Стома. - Москва : ГЭОТАР-Медиа, 2023. - 104 с. - ISBN 978-5-9704-7692-5.
6. Стома, И. О. Эпидемиология и вакцинация : учеб. пособие / И. О. Стома. – Гомель : ГомГМУ, 2022. – 475 с. ISBN 978-985-588-270-2.
7. Стома, И. О. Общая вакцинология : учеб.-практ. пособие  / И. О. Стома. – Минск : Профессиональные издания, 2022. – 242 с. ISBN 978-985-7177-94-3.
8. Микробиом в медицине: руководство для врачей / И. О. Стома. — Москва : ГЭОТАР-Медиа, 2020. — 320 с. : ил. — DOI: 10.33029/9704-5844-0-MIM-2020-1-320.
9. Dobler G, Stoma I. TBE in special situations. Chapter 7. In: Dobler G, Erber W, Bröker M, Schmitt HJ, eds. The TBE Book. 3rd ed. Singapore: Global Health Press; 2020. doi:10.33442/26613980_7-3.
10. Stoma I., Karpov I. Infections in hematology: modern challenges and perspectives. — UK : Cambridge Scholars Publ., 2019. — 125 p.
11. Современные принципы разработки прототипов вакцин против новых инфекционных угроз / И. О. Стома // Новости медико-биологических наук. — 2020. — Т. 20, № — С. 142—146.
12. Микробиом человека на стыке инфектологии и других разделов медицины: современное состояние проблемы и переоценка взглядов на патогенез заболеваний / Стома И. О., Ющук Н. Д. // Инфекционные болезни: новости, мнения, обучение. 2019. Т. 8, № 3. С. 78-84.
13. Стома И. О., Карпов И. А. Микробиом человека. Белорус. гос. мед. ун-т, Мин. науч.-практ. центр хирургии, трансплантологии и гематологии. — Минск : Доктор-Дизайн, 2018. — 120 с.
14. Современные методы профилактики и лечения инфекций в гематологии: пособие для врачей. — Стома И. О., Искров И. А., Миланович Н. Ф. — Минск : Профессиональные издания, 2019. — 27 с.
15. Clinical Efficacy of Pneumococcal Vaccination in Multiple Myeloma Patients on Novel Agents: Results of a Prospective Clinical Study / Stoma I., Karpov I., Iskrov I., Lendina I., Uss A. // Vaccine. — Vol. 38 (2020). — P. 4713-4716.
16. Compositional flux within the intestinal microbiota and risk for bloodstream infection with gram-negative bacteria / Stoma I., Littmann E.R., Peled J.U., Giralt S., van den Brink M.R.M., Pamer E.G., Taur Y. // Clinical Infectious Diseases. 2020
17. Combination of sepsis biomarkers may indicate an invasive fungal infection in hematological patients / Stoma, I., Karpov, I., Uss, A., Krivenko, S., Iskrov, I., Milanovich, N., Vlasenkova, S., Lendina, I., Belyavskaya, K., Cherniak, V. // Biomarkers. — 2019.
18. Low levels of procalcitonin or presepsin combined with significantly elevated c-reactive protein may suggest an invasive fungal infection in hematological patients with febrile neutropenia / Stoma, I., Karpov, I., Uss, A., Krivenko, S., Iskrov, I., Milanovich, N., Vlasenkova, S., Lendina, I., Belyavskaya, K., Charniak, V. // HemaSphere. — 2019. — Vol. 3, № 1. — P. e170.
19. Mesenchymal stem cells transplantation in hematological patients with acute graft-versus-host disease: characteristics and risk factors for infectious complications / Stoma, I., Karpov, I., Krivenko, S., Iskrov, I., Milanovich, N., Koritko, A., Uss, A. // Annals of Hematology. — 2018. — Vol. 97 (5). — P. 885—891.
20. Decolonization of intestinal carriage of MDR/XDR gram-negative bacteria with oral colistin in patients with hematological malignancies: results of a randomized controlled trial / Stoma, I., Karpov, I., Iskrov, I., Krivenko, S., Uss, A., Vlasenkova, S., Lendina, I., Cherniak, V., Suvorov, D. // Mediterr J Hematol Infect Dis 2018, 10(1). — P. 1-8.
21. Diagnostic Value of Sepsis Biomarkers in Hematopoietic Stem Cell Transplant Recipients in a Condition of High Prevalence of Gram-negative Pathogens / Stoma, I., Karpov, I., Uss, A., Rummo, O., Milanovich, N., Iskrov, I. // Hematology/Oncology and Stem Cell Therapy. — 2017. — Vol. 10 (1). — P. 15-21.
22. Risk factors for mortality in patients with bloodstream infections during the pre-engraftment period after hematopoietic stem cell transplantation / Stoma, I., Karpov, I., Milanovich, N., Uss, A., Iskrov, I. // Blood Research. — 2016. — Vol. 51 (2). — P. 102—106.

### Членство в научных и профессиональных сообществах
Президиум Евро-Азиатского общества по инфекционным болезням (с 2021). Европейское общество по клинической микробиологии и инфекционным заболеваниям, ESCMID, (с 2014). Европейская гематологическая ассоциация (с 2015).

## Награды и звания
- Звание «Человек года» Гомельской области (2022, Гомель[7]).
- Звание «Гомельчанин года» в номинации «Открытие года» (2024, Гомель). Имя занесено на городскую Доску почёта (12.09.2024[8]).